# 第1回ボストン映画批評家協会賞
1st BSFC Awards

1981年3月22日

作品賞: 

レイジング・ブル
第1回ボストン映画批評家協会賞（だい1かいボストンえいがひひょうかきょうかいしょう）は1980年の映画を対象とするもので、1981年3月22日に発表された。

## 受賞一覧

### 作品賞
- 『レイジング・ブル 』 （マーティン・スコセッシ監督）

### 監督賞
- ロマン・ポランスキー - 『テス』

### 主演男優賞
- ロバート・デ・ニーロ - 『レイジング・ブル』

### 主演女優賞
- ジーナ・ローランズ - 『グロリア』

### 助演男優賞
- ジェイソン・ロバーズ - 『メルビンとハワード』

### 助演女優賞
- メアリー・スティーンバージェン - 『メルビンとハワード』

### 脚本賞
- ボー・ゴールドマン - 『メルビンとハワード』

### 撮影賞
- マイケル・チャップマン - 『レイジング・ブル』

### インディペンデント映画賞
- 『セコーカス・セブン』

### 外国語映画賞
- 『終電車』 フランス

### ドキュメンタリー映画賞
- Charleen or How Long Has This Been Going On?

### アメリカ映画賞
- 『メルビンとハワード』